# (19766) Katiedavis
(19766) Katiedavis es un asteroide perteneciente al cinturón de asteroides, descubierto el 24 de julio de 2000 por el equipo del Lincoln Near-Earth Asteroid Research desde el Laboratorio Lincoln, Socorro, Nuevo México.

## Designación y nombre
Designado provisionalmente como 2000 OH4. Fue nombrado en honor de Katie Davis, quien fue mentora de un finalista en Discovery Channel Youth Science Challenge de 2003, una competencia de ciencias para escuelas intermedias. Enseña en la Escuela Primaria Salesian Sisters, Corralitos, California.

## Características orbitales
Katiedavis está situado a una distancia media del Sol de 2,346 ua, pudiendo alejarse hasta 2,596 ua y acercarse hasta 2,096 ua. Su excentricidad es 0,106 y la inclinación orbital 6,605 grados. Emplea 1312,47 días en completar una órbita alrededor del Sol.
Pertenece a la familia de asteroides de (4) Vesta.

## Características físicas
La magnitud absoluta de Katiedavis es 14,84. Tiene 2,217 km de diámetro y su albedo se estima en 0,474.